# Stublca
Stublca (izvirno srbsko Стублца) je naselje v Srbiji, ki upravno spada pod Občino Trstenik; slednja pa je del Rasinskega upravnega okraja.

## Demografija
V naselju živi 166 polnoletnih prebivalcev, pri čemer je njihova povprečna starost 39,5 let (38,5 pri moških in 40,4 pri ženskah). Naselje ima 53 gospodinjstev, pri čemer je povprečno število članov na gospodinjstvo 3,96.
To naselje je popolnoma srbsko (glede na rezultate popisa iz leta 2002), a v času zadnjih treh popisov je opazno zmanjšanje števila prebivalcev.
|  |

| Demografija | Demografija     | Demografija     |
| Leto        | Št. prebivalcev | Št. prebivalcev |
| ----------- | --------------- | --------------- |
|             |                 |                 |
|             |                 |                 |
|             |                 |                 |
|             |                 |                 |
| 1948        | 329             |                 |
| 1953        | 350             |                 |
| 1961        | 337             |                 |
| 1971        | 293             |                 |
| 1981        | 282             |                 |
| 1991        | 236             | 225             |
| 2002        | 222             | 210             |
|             |                 |                 |

| Etnična sestava po popisu iz leta 2002 | Etnična sestava po popisu iz leta 2002 | Etnična sestava po popisu iz leta 2002 | Etnična sestava po popisu iz leta 2002 | Etnična sestava po popisu iz leta 2002 |
| -------------------------------------- | -------------------------------------- | -------------------------------------- | -------------------------------------- | -------------------------------------- |
| Srbi                                   | Srbi                                   |                                        | 210                                    | 100,0%                                 |
| Neznano                                | Neznano                                |                                        | 0                                      | 0,0%                                   |